# Доний, Захар Афанасьевич
Захар Афанасьевич Доний (21 января 1914 — 6 августа 1941) — участник советско-финской войны, командир взвода связи 124-го гаубичного артиллерийского полка 7-й армии Северо-Западного фронта, старшина. Герой Советского Союза.

## Биография
Родился 21 января 1914 года в селе Подлесное Российской империи, ныне Новоодесского района Николаевской области Украины, в крестьянской семье. Молдаванин.
Окончил 7 классов. Работал в колхозе. В 1933 году окончил Херсонский финансовый техникум.
В Красной Армии с 1936 года. Окончил полковую школу. Участник освободительного похода в Западную Украину 1939 года и советско-финляндской войны 1939—1940 годов.
Командир взвода связи 124-го гаубичного артиллерийского полка комсомолец старшина Захар Доний, находясь 22 февраля 1940 года вместе с пехотой на южной окраине станции «Соммэ», под огнём противника установил связь с командиром батальона и корректировал огонь дивизиона. 28 февраля 1940 года Доний по воде установил связь с командиром 650-го стрелкового полка.
9 марта 1940 года, старшина Доний З. А., продвигаясь вместе с пехотой, указывал цели артиллерии, чем способствовал захвату ряда островов. Получив ранение, мужественный боец остался в строю.
В 1940 году Герой «зимней войны» стал курсантом Одесского артиллерийского училища. Погиб 6 августа 1941 года во время нападения фашистов на железнодорожный эшелон. Похоронен в городе Марганец Днепропетровской области.

## Награды
- Указом Президиума Верховного Совета СССР от 11 апреля 1940 года «за образцовое выполнение боевых заданий командования на фронте борьбы с финской белогвардейщиной и проявленные при этом отвагу и геройство» старшине Донию Захару Афанасьевичу присвоено звание Героя Советского Союза с вручением ордена Ленина и медали «Золотая Звезда» (№ 340).

## Память
- На родине Героя установлен бюст.
- В школе, где учился Захар Доний, его имя носила пионерская дружина.